# Terremag
Pour les articles homonymes, voir TIM.
Terremag est le magazine officiel de l'Armée de terre française. Il est tiré à 40 000 exemplaires et diffusé tous les deux mois.

## Histoire

### Vers la création d’un bulletin d’informationTerre Information
En 1971, le ministre d’État chargé de la Défense nationale Michel Debré, demande la création d’une revue interarmées. Du nom de « Forces armées françaises », elle remplace les trois revues existantes pour chaque corps d’armée : « L’Armée » pour l’armée de Terre ; « La Revue Maritime » pour la Marine nationale et « Forces Aériennes Françaises » pour l’armée de l’Air.
En plus de la parution de cette nouvelle revue, Michel Debré demande à chaque chef d’état-major de « conserver la responsabilité d’une publication : une revue à créer pour l’armée de Terre, « Cols Bleus » pour la Marine et « Air-Actualités » pour l’armée de l’Air ».
La revue « L’armée » disparue avec la création de « Forces armées françaises », l’armée de Terre ne dispose plus de revue. Pour répondre à ce manque, l’armée de Terre demande à son Service d'information et de relations publiques (SIRPA Terre) de lancer un bulletin d’information mensuel en 1973 : Terre Information. Il fournit une information synthétique et actuelle sur les problématiques militaires et les questions ayant trait à la vie courante des soldats.
Terre Information présente les points juridiques avec les nouvelles lois et réformes destinées au personnel militaire, mais aborde aussi la question budgétaire et les nouveaux véhicules tout en informant les soldats sur les actualités nationales et internationales en lien avec le monde de la défense. Terre Information met en avant des figures connues du monde militaire avec quelques biographies d’officiers comme celle de Marcel Bigeard, Guy Méry ou encore Jean Lagarde. Alain de Boissieu alors chef d’état-major de l’armée de Terre, explique que Terre Information avait pour objectif de « rendre l’administration centrale plus proche des soldats » tout en lui permettant de renforcer ses liens avec les militaires. La revue était tirée à 100 000 exemplaires et distribuée dans les régiments.

Première page du Terre Information n°12, paru en octobre 1974
Première page du Terre Information n°17, paru en 1975
Article sur "le camion futur" du Terre Information n°4, paru en février 1974

### 1989: l’apparition deTerre Magazine
En parallèle du bulletin d'information Terre Information, la revue interarmées Bled 5/5 devenue TAM (Terre-Air-Mer), bimensuel qui est tirée à 170 000 exemplaires, permettait aux armées de communiquer et de mieux se faire connaître auprès de la population. Arrêtée en 1986, TAM laisse un vide important dans le champ de communication des armées. Comme en 1971, chacune d’elles doivent se reconcentrer sur leurs revues respectives. Avec l’arrêt de TAM, l’armée de Terre se trouve à nouveau sans moyen de communication. Elle se reconcentre alors sur son bulletin d’informations mensuel Terre Information.

Couverture du Terre Magazine numéro 47, paru en septembre 1993. Le dossier du mois portait sur l'armée de Terre.

En janvier 1989, l’armée de Terre lance officiellement son propre magazine : Terre Magazine. Le choix du titre s’inscrit dans sa volonté de « caractériser ce que veut être la communication de l’armée de Terre » selon le colonel Michel Barret, chef du SIRPA Terre et directeur de la publication. Vendue en kiosque au prix de quinze francs, Terre Magazine répond aux attentes de Gilbert Forray, chef d’état-major de l’armée de Terre, à savoir « marquer l’attachement de l’information et de la communication à l’intérieur et à l’extérieur de l’armée de Terre ».
Avec 42 pages, Terre Magazine offre de nombreuses rubriques en lien avec l’armée de Terre : informations nationales et internationales, reportages, un dossier thématique, sports et enfin un article historique. Pour appuyer sa proximité avec son lectorat, le magazine propose trois autres rubriques qui se détachent de l’aspect informationnel et institutionnel : une rubrique d’offres d’emplois adressée aux militaires souhaitant quitter l’armée ; une rubrique pour conseiller les nouveaux films et livres sortis au cours du mois et une rubrique pour en apprendre davantage sur le monde militaire. Au fil du temps, le magazine se développe pour atteindre une soixantaine de pages.

### 2006: un magazine qui s’adapte constamment

La première bande-dessinée "Sergent Tim" apparaît en septembre 2007. Depuis, une nouvelle planche vient clôturer le magazine.

En février 2006 pour son 170e et dernier numéro, Terre Magazine change de nom pour devenir Terre Information Magazine (abrégé TIM) sous l’impulsion du rédacteur en chef, le lieutenant-colonel Michel Sabatier.  Ce changement de nom est dû à la volonté de « rendre le magazine plus cohérent et de resserrer les liens qui unissent les hommes et les femmes de l’armée de Terre ». En septembre 2007, Terre Information Magazine propose une bande-dessinée à la fin de la revue : Sergent Tim.
Au fil du temps, Terre Information Magazine se développe. Néanmoins, il garde des rubriques de ses débuts comme le dossier thématique mensuel, l’article historique et les reportages. Se souhaitant davantage proche des militaires, des rubriques témoignages et portraits apparaissent. En 2019, la capitaine Maude Degrave, rédactrice en chef propose la création de deux nouvelles rubriques : « Dis-moi Tim » et « Armée de terre vue par ». Ces dernières permettent de renforcer le lien entre l’armée et ses unités, mais aussi avec la population en rencontrant et en donnant la parole à       des militaires reconvertis.  

### L’ouverture au numérique avec la période Covid
Avec la proclamation du confinement par Emmanuel Macron le 16 mars 2020, l’imprimerie qui travaille en collaboration avec Terre Information Magazine ferme ses portes. Dépendant uniquement de sa version papier, Terre Information Magazine se retrouve alors sans moyen de communication. Pour continuer d’informer les militaires ainsi que la population sur l’actualité de l’armée de Terre, le SIRPA Terre décide de mettre en place un site internet temporaire. Du nom de « Terre information Magazine », il permet à la section rédaction de continuer à écrire, mais aussi de garder un lien avec le grand public. Néanmoins, le magazine papier ne paraît pas entre mars et juillet 2020. Pour commencer l’année 2021, le magazine fait paraître un hors-série qui revient sur les grandes thématiques et « les défis particuliers qu’a dû relever l’armée de Terre au cours de l’année 2020 ».
Une fois les périodes de confinements achevées, l’économie relancée et l’imprimerie rouverte, le site internet « Terre Information Magazine » se clôt après un an d’existence. Conscient que cette brève ouverture au numérique a représenté la possibilité de fidéliser davantage de lecteurs, le SIRPA Terre créé un nouveau site internet conforme aux directives de l’État. Le magazine annonce la mise en ligne de son propre site internet dans son 332e numéro, paru en septembre 2022 : « Après trente-trois ans et plus de 330 numéros imprimés, TIM se numérise et s’adapte désormais aux ordinateurs et smartphones pour toujours être au plus proche de vous ».

### Depuis 2023: TIM devient Terremag
En octobre 2023 paraît pour la première fois le magazine Terremag, remplaçant le « Terre Information Magazine ». Nouvelle formule, nouveau style, nouvelle diffusion… Terremag c’est aussi un hommage à ses prédécesseurs : Terre information, Terre magazine, Terre information magazine. 

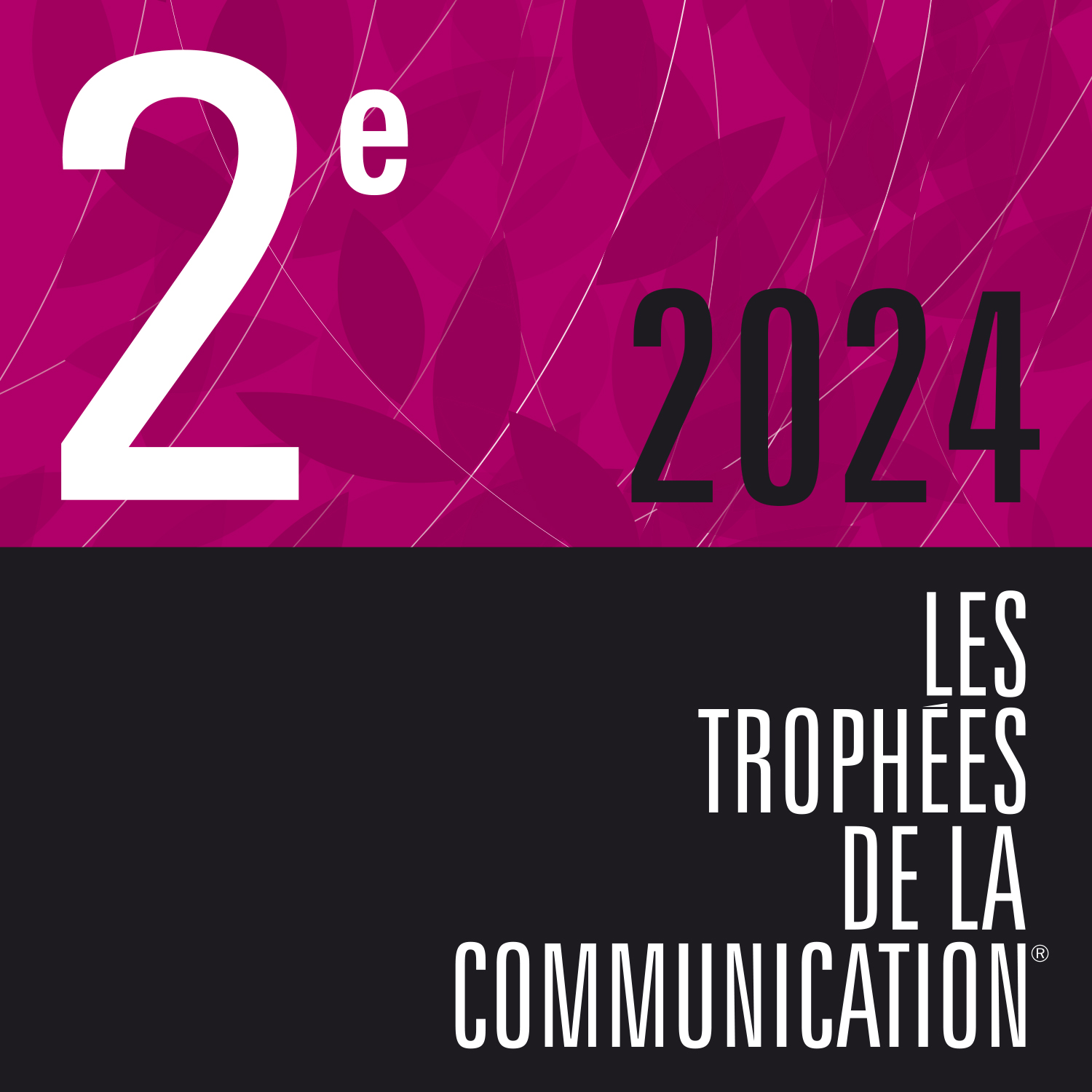
En 2024, Terremag remporte la deuxième place des Trophées de la communication.

Désormais publiée tous les deux mois et vendu en kiosque, cette revue marque une rupture dans la continuité car son but reste inchangé : faire découvrir, expliquer et fédérer. Il fait l'objet de nombreux changements notamment dans sa maquette et sa fabrication (reliure dos carré collé). Il porte dorénavant un design plus aéré, laissant de la place aux photos et rendant la lecture plus agréable. Plusieurs rubriques sont créées : « A vos posts », « Focus », « Infos en bref », « Retour sur objectif », « Testé pour vous » et « Tuto sport », d'autres changent de nom : « En tête à terre », « Séquence » et « Decrypterre ». Le magazine s'est donc épaissis avec désormais 66 pages présentant une armée de Terre opérationnelle, innovante, au contact de la nation et ancrée dans son histoire.
« A l'image de notre armée en mouvement, il était essentiel que le magazine s'adapte et prenne des risques. [...] Nous avons une belle armée ; le Terremag en témoignera. » - Général d'armée Pierre Schill, pour l'éditorial de Terremag n°1.
En 2024, à l'occasion de la refonte du magazine, la rédaction de Terremag présente la revue devant les "Trophées de la communication" et remporte la deuxième place dans la catégorie "revue institutionnelle".

## Thématique
Depuis sa création, le magazine cherche constamment à établir un lien entre les différentes unités et les hommes déployés en France et en opérations extérieures. Adressé également à la Nation, il met en avant les différentes missions et métiers que l’on peut retrouver dans l’armée de Terre. En renseignant davantage la population sur le rôle et les missions de l’armée de Terre, Terremag permet d’appuyer les actions de recrutement. Couvrant les entraînements, les exercices et les missions dans lesquels les soldats sont engagés, la revue aborde les problématiques de fond concernant la défense nationale et la vie quotidienne des militaires. À plus grande échelle, Terremag renseigne le lecteur sur l’interopérabilité de l’armée de Terre avec ses alliés. La revue est composée de 65 pages.

## Rubrique
Même s’il se compose de rubriques similaires aux premiers magazines, comme le dossier, l’immersion ou encore la rubrique Histoire, Terremag décide d’innover. Souhaitant davantage renforcer le lien avec la Nation, le magazine propose de nombreuses rubriques pour donner la parole aux civils. On peut retrouver la rubrique "En tête à terre", mais aussi "Portrait" ou encore "Histoire".

## Diffusion
Terremag est distribué au sein de toutes les unités de l’armée de Terre. La revue est également diffusée dans de grandes emprises du ministère des Armées. Tiré à 40 000 exemplaires, il est aussi vendu sur abonnement et en kiosque.

## Rédaction
La rédaction de Terremag se compose : 
- D'un rédacteur en chef
- D'une secrétaire de rédaction
- De trois rédacteurs plurimédias
- D'apprentis ou de stagiaires

Cette équipe dépend de la "section rédaction", qui appartient au SIRPA Terre. Composée d’une quinzaine de personnes, la section rédaction construit les messages de l’armée de Terre, déclinés selon les axes proposés par le Chef d’état-major de l’armée de Terre. Elle développe et réalise les contenus illustrant les messages puis les diffuse sur ses différents vecteurs, numériques et papier.